# Индуистская мифология
Индуистская мифология представляет собой совокупность мифов и преданий, встречающихся в священных индуистских текстах, таких как ведическая литература, эпосах, таких как Махабхарата и Рамаяна, Пуранах и региональной литературе, такой как тамильская Перия-пуранам, Наалаира Дивья-прабандха, и Мангал Кавья из Бенгалии. Индуистская мифология также встречается в активно переводимых текстах, таких как Панчатантры и Хитопадеша, а также в текстах Юго-Восточной Азии.

## Основные священные писания
- Веды
  - Риг
  - Сама
  - Яджур
  - Атхарва
- Итихасы
  - Рамаяна
  - Махабхарата
- Пураны
  - Агни
  - Брахма
  - Брахманда
  - Бхагавата
  - Девибхагавата
  - Гаруда
  - Курма
  - Шива
  - Сканда
  - Маркандея
  - Матсья
  - Нарада
  - Линга
  - Падма
  - Вараха
  - Ваю
  - Вишну

## Мифические темы и типы
Академические исследования легенд часто определяют мифологию как истории, объясняющие существование общества и мировой порядок: мифы о создании общества, происхождении и основах общества, их боге (богах), о первоначальных героях, связи человечества с «божественным», их рассказы о загробной жизни. Это общий план основных священных сюжетов. В самом широком академическом смысле слово «миф» означает просто традиционную историю. Однако многие ученые ограничивают термин «миф» понятием «священные истории». Фольклористы часто идут дальше, определяя миф как «сюжет, который считается правдивыми, обычно священным, действие которого происходит в далеком прошлом, других мирах (обычно - небе) или частях мира, и с великими, нечеловеческими и героическими персонажами».
В древнегреческом языке слово «muthos», от которого происходит русское «миф», означало «рассказ, повествование». Индуистская мифология не имеет последовательной единой структуры, в сюжетах есть множество противоречий. Один и тот же миф обычно появляется в разных версиях и может быть по-разному представлен в разных региональных и религиозных традициях. Многие из этих легенд развиваются в этих текстах, где имена персонажей меняются или история украшается более подробной информацией. По словам Сатрена Херста, этим мифам был дан сложный диапазон интерпретаций. Хотя, по словам Донигера О'Флаэрти, основной посыл и моральные ценности в них остаются прежними. Они были изменены различными философскими школами с течением времени, и считается, что они имеют более глубокое, часто символическое значение.

### Космология
- Брахман
- Хираньягарбха
- Кайласа
- Притхиви
- Патала
- Сарвалока
- Сварга
- Нарака
- Вайкунтха

### Основные божества
- Шива
- Брахма
- Вишну
- Индра
- Сарасвати
- Лакшми
- Парвати (воплощение Парашакти и Дурги)
- Ганеша
- Кришна (бог Голоки )
- Сканда
- Кали (форма богини Дурги)
- Дурга
- Агни
- Шакти
- Ваю
- Сурья
- Варуна
- Хануман (воплощение Господа Шивы )
- Сати (прошлая инкарнация Парвати)
- Кубера
- Яма
- Чандра
- Сатьябхама (так же Бхуми и Притхиви)
- Радха (жена Кришны)
- Навадурга (девять форм Дурги)
- Рудры (11 воплощений Шивы)
- Голу Девата

### Связи с другими религиями
Индуизм имеет общие мифы и сюжеты с буддизмом (некоторые части жизни Будды), джайнизмом (история Ришабхи) и сикхизмом (соединением индуизма и ислама).

## Дополнительное чтение
- Bhairav, J Furcifer. Ghosts, Monsters, and Demons of India / J Furcifer Bhairav, Rakesh Khanna. — Blaft Publications Private Limited, 2020. — ISBN 9789380636467.
- Brockington, J. L. The Sanskrit Epics. — BRILL Academic, 1998. — ISBN 90-04-10260-4.
- Buitenen, J. A. B. van. Classical Hindu Mythology: A Reader in the Sanskrit Puranas / J. A. B. van Buitenen, Dimmitt. — Temple University Press, 1978. — ISBN 0-87722-122-7.
- Campbell, Joseph. Myths of Light: Eastern Metaphors of the Eternal. — New World Library, 2003. — ISBN 1-57731-403-4.
- Dalal, Roshen. Hinduism: An Alphabetical Guide. — Penguin Books India, 2010. — ISBN 978-0-14-341421-6.
- Dallapiccola, Anna L. Dictionary of Hindu Lore and Legend. — 2002. — ISBN 0-500-51088-1.
- Dimitrova, Stefania. The Day of Brahma: The Myths of India—Epics of Human Destiny. — Alpha-Omega, 2017. — ISBN 978-954-9694-27-7.
- Dowson, John. A Classical Dictionary of Hindu Mythology and Religion, Geography, History, and Literature. — Trubner & Co., 1888.
- Krishna, Nanditha. The Book of Vishnu. — Penguin Books India, 2009. — ISBN 978-0-14-306762-7.
- Krishna, Nanditha. Sacred Animals of India. — Penguin Books India, 2010. — ISBN 978-0-14-306619-4.
- Macdonell, Arthur Anthony. Vedic Mythology. — Motilal Banarsidass, 1995. — ISBN 81-208-1113-5.
- Pattanaik, Devdutt. Indian Mythology: Tales, Symbols, and Rituals from the Heart of the Subcontinent. — Inner Traditions/Bear & Company, 2003. — ISBN 0-89281-870-0.
- Rao, T. A. Gopinatha. Elements of Hindu Iconography. — Law Printing House, 1914.
- Walker, Benjamin. Hindu World: An Encyclopedic Survey of Hinduism. — Allen & Unwin, 1968.
- Wilkins, W. J. Hindu Mythology, Vedic and Purānic. — Thacker, Spink & Co., 1882.
- Williams, George M. Handbook of Hindu Mythology. — Oxford University Press, 2008. — ISBN 978-0-19-533261-2.